# Unione Sportiva Vezio Parducci Viareggio 1928-1929
Questa voce raccoglie le informazioni riguardanti lo Unione Sportiva Viareggio nelle competizioni ufficiali della stagione 1928-1929.

## Stagione
3ª edizione del terzo livello del campionato italiano di calcio. 

## Rosa
| N. |                   | Ruolo | Calciatore           |
| -- | ----------------- | ----- | -------------------- |
|    | Italia (bandiera) | D     | Lisandro Bertuccelli |
|    | Italia (bandiera) | D     | Giuseppe Belli       |
|    | Italia (bandiera) | D     | Antonio Giordani     |
|    | Italia (bandiera) | A     | Arturo Codecasa      |
|    | Italia (bandiera) | A     | Mario Bertolucci     |
|    | Italia (bandiera) | P     | Vittorio Falcinelli  |
|    | Italia (bandiera) | D     | Pietro Landucci      |
|    | Italia (bandiera) | D     | Salvatore Giorgetti  |
|    | Italia (bandiera) | C     | Alfio Giorgetti      |
|    | Italia (bandiera) | C     | Egisto Giorgetti     |

| N. |                   | Ruolo | Calciatore         |
| -- | ----------------- | ----- | ------------------ |
|    | Italia (bandiera) | C     | Angelo Ghilarducci |
|    | Italia (bandiera) | C     | Edgardo Marchetti  |
|    | Italia (bandiera) | C     | Gino Lemmetti      |
|    | Italia (bandiera) | C     | Elio Micheli       |
|    | Italia (bandiera) | D     | Renato Pasquinucci |
|    | Italia (bandiera) | D     | Renato Puccinelli  |
|    | Italia (bandiera) | D     | Saverio Puccinelli |
|    | Italia (bandiera) | D     | Giuseppe Puccioni  |
|    | Italia (bandiera) | C     | Angelo Tomei       |
|    | Italia (bandiera) | C     | Cesare Simonini    |
|    | Italia (bandiera) | A     | Euro Riparbelli    |
|    | Italia (bandiera) | C     | Alberto Macchi     |
|    | Italia (bandiera) | A     | Mario Torriani     |
|    | Italia (bandiera) | P     | Pietro Zappelli    |